# Инглинг (класс гоночных яхт)
Инглинг (англ. Yngling) — бывший олимпийский класс парусного спорта. Популярен в Северной Европе, Швейцарии и Австралии. В мире эксплуатируется около 4000 судов.
«Инглинг» является строгим монотипом с жесткими правилами постройки. Лицензию ИСАФ на его постройку имеют строители Норвегии, Швейцарии, Австралии и США. Корпус формуется методом ручной укладки вместо более дешевого и менее трудоемкого метода формовки с использованием рубленого стекловолокна. Это обеспечивает повышенную жесткость корпуса
Неофициальное название класса — «Мини-дикинг». Проектировал его норвежец Ян Линге, автор «Солинга». Он придал новому классу аналогичный тип обводов, похожее вооружение и эффективный руль. В основном, это повторение «Солинга»: меньших размеров, менее дорогой, пригоден для буксировки легковым автомобилем.
«Инглинг» развивает меньшую скорость и легче управляется, имеет меньший радиус циркуляции и лучше отвечает на регулирование хода весом команды. Он предназначен для экипажа в три человека. Оптимальный вес команды 180—220 кг, что лучше подходит для юниоров и женских экипажей. «Инглинг» значительно дешевле, чем близкие к нему «Солинг», J/22 или J/24.

## История класса
«Инглинг» получил статус международного класса в 1979 году.
В январе 1990 года Линге перепроектировал «Инглинг»: снабдил его высоко поднятым двойным дном и расположенными на обоих бортах выше ватерлинии «сосалками» Эльвстрёма, что обеспечило эффективное осушение кокпита на любых курсах. Таким образом, лодка непотопляема. В ней предусмотрены объемы, заполненные пенополистиролом, и, полностью залитая водой, она сохраняет плавучесть с полным экипажем на борту. Входил в программу Олимпийских игр в 2004 и 2008 годах для женских экипажей. Исключен из олимпийских классов яхт после Игр 2008 года и заменён на Elliott 6m.
В России чемпионкой в этом классе была Анна Басалкина и призёром Екатерина Скудина.
Чемпионами Европы в 2007 году стал экипаж: Екатерина Скудина, Диана Крутских, Наталья Иванова.
Численность флота —Инглингов в России за всё время не превышала 6-7 лодок.